# Wallace és Gromit: A szárnyas bosszúja
A Wallace és Gromit: A szárnyas bosszúja (eredeti cím: Wallace & Gromit: Vengeance Most Fowl) 2024-ben bemutatott brit stop-motion animációs filmvígjáték, amelyet Nick Park és Merlin Crossingham rendezett. Ez a Wallace és Gromit hatodik filmje.
Az Egyesült Királyságban 2024. december 25-én a BBC, míg Magyarországon 2025. január 3-án a Netflix mutatta be.

## Cselekmény
Wallace egy robot kertitörpét, Norbotot talál fel, és vállalkozást indít, amelynek keretében bérbe adja, hogy mások kertjeiben dolgozzon. Kutyája, Gromit, úgy érzi, kimarad a dolgokból, és aggasztja Wallace technológiára való túlzott támaszkodása. Gormit miután Norbot éjszakai hangos töltődése zavarja, leviszi őt a pincébe, és egy számítógéphez csatlakoztatja, hogy ott töltse fel.
Tollas McKárt, a pingvin, akit Wallace és Gromit buktatott le, miután ellopta a kék gyémántot a városi múzeumból, most egy állatkertben van bebörtönözve. Amikor a tévében hall Norbotról, betör Wallace számítógépébe, és átprogramozza Norbotot, hogy neki szolgáljon, és hogy egy törpesereget hozzon létre. Miközben a törpék a város különböző otthonaiban dolgoznak, számos tárgyat ellopnak. Albert Mackintosh főfelügyelő és új beosztottja, Mukherjee rendőr őrmester arra a következtetésre jutnak, hogy Wallace a felelős, ezért lefoglalják találmányainak nagy részét, de a törpéket nem találják meg.
Gromit visszaszerzi Wallace törpenyomkövető készülékét a rendőrőrsről, és a törpék nyomát követve eljut az állatkertbe. Itt felfedezi, hogy a lopott tárgyakat Tollas egy tengeralattjáró építéséhez használta fel, amivel a csatornarendszeren keresztül akar megszökni. Tollas észreveszi Gromitot, és utasítja Norbotot, hogy vágja le őt arról a fáról, amelyen elrejtőzött. Gromit és Norbot a földre zuhannak, de az ütközés visszaállítja Norbot eredeti beállításait.
Gromit a múzeumba megy, ahol éppen visszahelyezik a gyémántot a kiállításra, de kiderül, hogy azt egy répával cserélték ki. Tollas McKárt még a letartóztatása előtt elrejtette az igazi gyémántot Wallace régi teáskannájában. Gromit hazatér, de őt és Wallace-t a törpék elfogják. Tollas megtalálja a gyémántot a teáskannában, és Wallace-t és Gromitot egy szekrénybe zárja.
Wallace és Gromit egy lombfúvó segítségével szöknek meg Norbot társaságában. Tollas üldözésére indulnak egy csatornán keskeny csónakokon, miközben Mackintosh főfelügyelő és Mukherjee rendőrnő egy biciklivel követik őket. Wallace feltalál egy gépet, amely csizmákat lő ki a törpékre, ezzel visszaállítva őket eredeti állapotukba. Gromit felugrik Tollas csónakjára, de amikor Tollas meglátja, hogy a rendőrség eltorlaszolta a csatornát, letér egy vízvezetékhídról. Miközben a csónak egyensúlyoz a szakadék szélén, Wallace ráveszi Gromitot, hogy adja át a gyémántot tartalmazó táskát Tollasnak. Tollas leugrik a csónakról, amely lezuhan, de Norbot és a többi törpe megmenti Gromitot.
Tollas vonaton menekül Yorkshire felé, de rájön, hogy Gromit kicserélte a gyémántot egy répára. Mackintosh megdicséri Mukherjee-t, amiért hallgatott az ösztöneire. Wallace visszatér az új találmányok készítéséhez, beismerve, hogy a gépek nem pótolhatják az emberi érintést. Gromit elfogadja Norbotot, és együtt fogadják be őt otthonukba.

## Szereplők
| Szereplő                     | Eredeti hang     | Magyar hang           | Leírás |
| ---------------------------- | ---------------- | --------------------- | --- |
| Wallace                      | Ben Whitehead    | Kassai Károly         | Különc észak-angliai feltaláló. |
| Albert Mackintosh            | Peter Kay        | Schnell Ádám          | Volt rendőrőrmester, akit főfelügyelővé léptettek elő.                                                                                       |
| Norbot                       | Reece Shearsmith | Csőre Gábor           | Wallace által kitalált okos gnóm, akit arra terveztek, hogy a ház körüli munkákat végezzen, de Tollas McKárt megváltoztatja a személyiségét. |
| PC Mukherjee                 | Lauren Patel     | Sodró Eliza           | Albert Mackintosh főfelügyelő bátor, fiatal pártfogoltja.                                                                                    |
| Mindy Gottal (Onya Doorstep) | Diane Morgan     | Rainer-Micsinyei Nóra | Az Up North News újságírója. |
| Anton Dekkol                 | Muzz Khan        | Megyeri János         | Az Up North News hírolvasója |

### Magyar változat
- Magyar szöveg: Szentmihályi Hunor
- Dalszöveg: Nádasi Veronika
- Hangmérnök: Jacsó Bence
- Vágó: Simkóné Varga Erzsébet
- Gyártásvezető: Gelencsér Adrienne
- Szinkronrendező: Nikas Dániel
- Zenei rendező: Molnár Gábor

A szinkront a Mafilm Audio Kft. készítette.

## A film készítése
A Wallace és Gromit és az elvetemült veteménylény gyártása alatt Nick Park nyilvánosan beszélt a DreamWorks Animationnel való együttműködés nehézségeiről, például a folyamatos gyártási utasításokról és arról, hogy az anyagot az amerikai gyerekek igényeihez kellett igazítani. Ezek a tapasztalatok elvették a kedvét attól, hogy évekig újabb nagyjátékfilmet készítsen. Peter Lord megjegyezte, hogy Park jobban kedveli a „félórás formátumot”.
Egy új Wallace és Gromit film bejelentésére 2022 januárjában került sor, amelyet Nick Park és Merlin Crossingham rendeznek, Mark Burton forgatókönyvéből. Claire Jennings lett a producer. 2023 márciusában bezárt az a gyár, amely a Lewis Newplast modellezőgyurmát gyártotta, amit az Aardman a filmjeihez használt. Az Aardman elegendő gyurmát vásárolt fel az új filmhez, de a The Daily Telegraph arról számolt be, hogy a stúdió a későbbiekben nehézségekbe ütközhet új filmek készítésekor a gyurmahiány miatt. Az Aardman azonban kiadott egy közleményt, amelyben jelezte, hogy új beszállítót fog találni.
A film címét 2024. június 6-án jelentették be, és ezzel együtt kiderült, hogy Tollas McKárt, a Wallace és Gromit: A bolond nadrág gonosztevője visszatér. Ugyanekkor bejelentették, hogy Richard Beek váltja Claire Jennings-t a produceri poszton, bár Jennings tanácsadó producerként továbbra is megmarad a stáblistán.